# Козельники
Козе́льники (Козільники) — місцевість Сихівського району Львова, що знаходиться між вулицями Луганська, Зеленою та проспектом Святого Івана Павла II. Колишня приміська громада на південно-східній околиці Львова. Зараз територія Козельників належить до Сихівського району.

## Історія

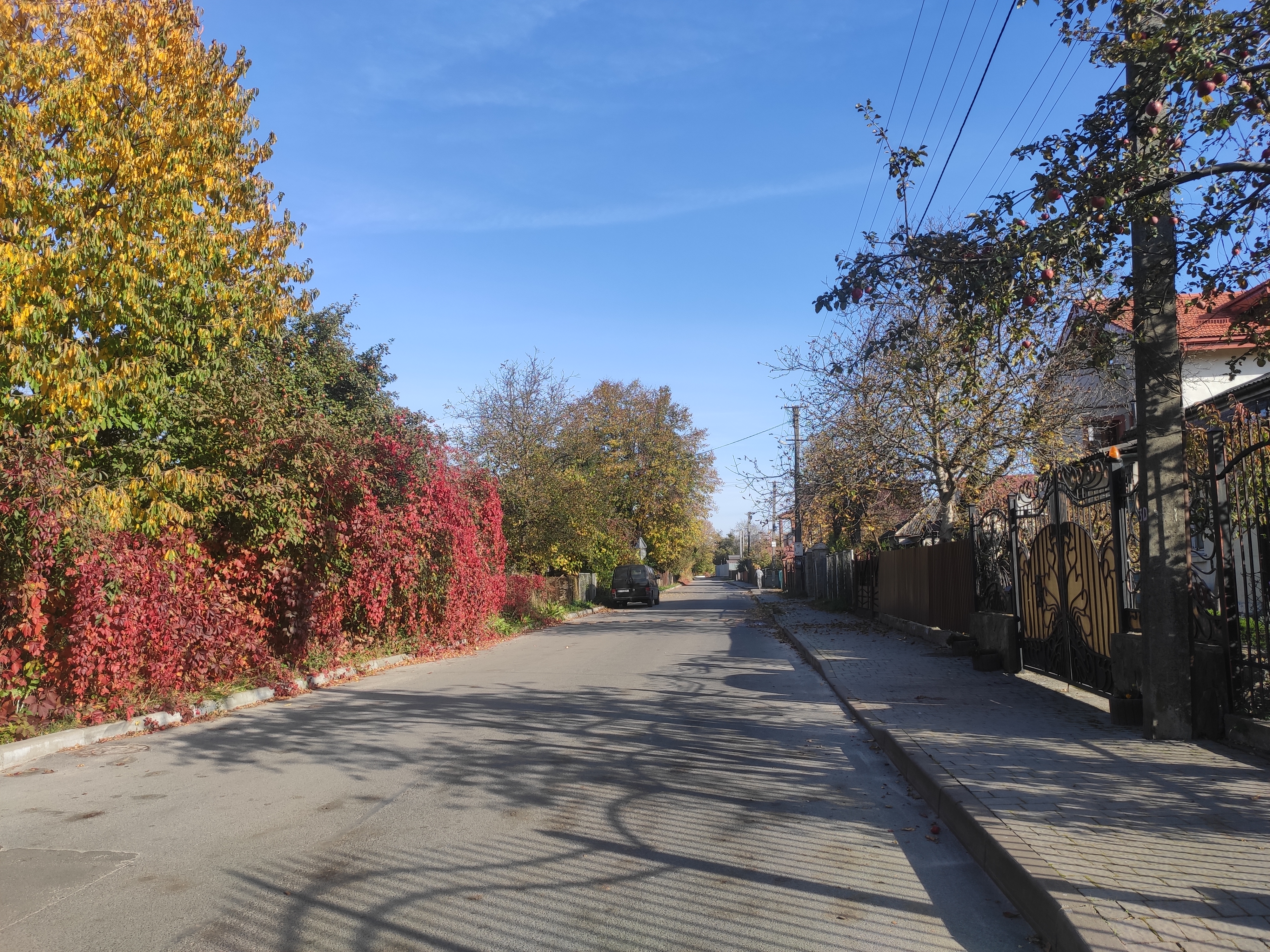
Рахівська — головна вулиця Козельників.

Село вперше згадується в 1374 році. 30 вересня 1400 року у Львові король Ягайло своїм привілеєм надав село разом з Ганачевом львівському монастирю оо. францисканців.
Сільська забудова зберігається в околицях усіх вулиць Козельників.
За польським переписом населення 1921 року у Козельниках мешкало 841 мешканець, з них 774 римо-католиків, 30 греко-католиків, 37 гебреїв. Північна частина Козельників (перед залізницею Львів-Чернівці) увійшла до меж міста 11 квітня 1930 року. Решту території села включили до міста у 1955 р.
До східної частини громади Козельники, належало урочище Дубина, між нинішніми вулицями Зеленою та Пасічною, яке було власністю ордену Францисканців. У 1930-х роках ченці продали частину своїх земель й збудували монастирський комплекс, який за радянських часів увійшов до складу споруд на території заводу фрезерних верстатів (вул. Зелена, 149). У 1937—1939 роках при монастирі збудували, за проєктом архітекторів Стефана Порембовича та Романа Христовського, у стилі функціоналізму костел Христа Короля (Царя), який був посвячений римо-католицьким архієпископом Болеславом Твардовським у 1942 році. У 1946 році храм закрили і використовували як склад, а згодом перебудували під адміністративне приміщення (вул. Зелена, 149, корпус 4). Про колишнє культове призначення будинку свідчать залишки дзвіниці над правою частиною фасаду.
За радянських часів на території Козельників збудували кілька великих промислових підприємств (ВО «Полярон», завод фрезерних верстатів, завод «Електропобутприлад», меблевий комбінат, хімічний завод, домобудівний комбінат) та складських комплексів і баз. А південна частина колишньої приміської громади стала у 1980-х рр. частиною Сихівського житлового масиву.

## Сучасність
На території Козельників добудували сихівський міст, що сполучує Новий Львів з торговельним комплексом «Шувар». Також через Козельники проходить колія на Ходорів.

## Джерело
- Kozielniki (po rusku Kozelnyki), wś w pow. lwowskim // Słownik geograficzny Królestwa Polskiego. — Warszawa : Druk «Wieku», 1883. — Т. IV. — S. 573. (пол.)